# Робърт Дейвид Хол
Робърт Дейвид Хол (на английски: Robert David Hall) (роден на 9 ноември 1947 г.) е американски актьор, известен с ролята си на д-р Ал Робинс в сериала „От местопрестъплението“.

## Кариера на озвучаващ актьор
Хол започва да се занимава с озвучаване в началото на 80-те години. Участва в озвучаващия състав на сериали като The Littles, „Мистериите на Силвестър и Туити“, „Супермен: Анимационният сериал“, „Новите приключения на Батман“ и други.

## Личен живот
Женил се е три пъти и има един син от втория си брак. През 1978 г. претърпява автомобилен инцидент, заради което двата му крака биват ампутирани.